# Henry Maitland Wilson
Henry Maitland Wilson född den 5 september 1881, död den 31 december 1964 var en brittisk militär, fältmarskalk 29 december 1944.

## Biografi
Wilson tjänstgjorde bland annat i andra boerkriget och deltog i striderna vid slaget vid Somme under första världskriget. 
Under andra världskriget var Wilson chef för bland annat britternas och samväldets försvar av Egypten och Sudan 1939-1941, chef för den brittiska expeditionskåren i Grekland 1941, chef för den nionde armén i Syrien och Brittiska Palestinamandatet 1941-1942, chef för Persia and Iraq Command 1942-1943, och de allierades befälhavare i Mellanöstern från 1943 och 8 januari - 11 december 1944 de allierades högste befälhavare i Medelhavsområdet (Supreme Allied Commander Mediterranean Theatre). 
Wilson tjänstgjorde även i Washington D.C. som Storbritanniens representant 1945-1947.

## Externa länkar

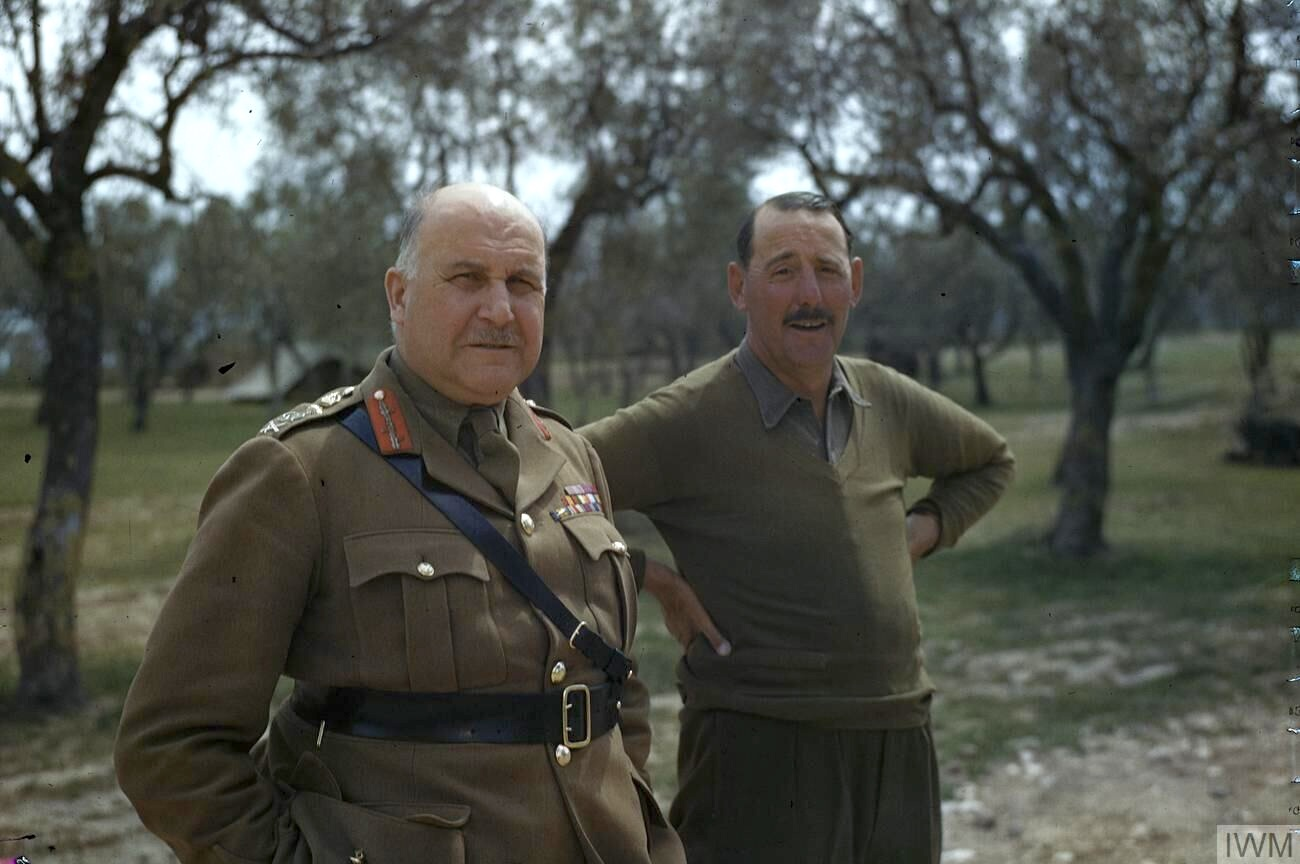
Wilson (till vänster) med generallöjtnant Sir Oliver Leese, den 30 april 1944.